# Xylocopa sinensis
Xylocopa sinensis là một loài Hymenoptera trong họ Apidae. Loài này được Wu mô tả khoa học năm 1983.